# Neubau des Deutschen Reiches
Neubau des Deutschen Reiches ist eine Schrift von Oswald Spengler. Sie wurde 1924 im C. H. Beck Verlag München veröffentlicht.

## Der politische Kontext
Spenglers Schrift fällt in die Krisenjahre, die Deutschland nach dem verlorenen Ersten Weltkrieg (1914–1918) durchlebte. Die Novemberrevolution (9. November 1918), der Diktatfrieden des Versailler Vertrages (1919), die Aufstände und Unruhen von rechts und links, schließlich die Besetzung des Ruhrgebietes durch Frankreich, die anschließende Inflation und die rechtsextremen Erhebungen in Bayern bis zum Hitler-Putsch (1923) bildeten das geschichtliche Panorama der instabilen Weimarer Republik.
Die politische und militärische Deklassierung schürte im gesamten Deutschen Reich Ressentiments und Abwehrhaltungen, mitunter auch gegen die politischen Realitäten. Spengler selbst partizipiert an all diesen Komplexen, teilt aber die grassierende Realitätsverweigerung unter den Deutschen nicht. 
So ist in dieser Schrift denn auch nicht die Rede von heroischen Haltungen, sondern von Erfordernissen der politischen, sozialen, ökonomischen Geduldsarbeit.

## Der deutsche ‚Sumpf’
Spengler beklagt lebhaft die Erbärmlichkeit, in die Deutschland infolge des Kriegsverlustes geraten sei. Von den Ideologen des Novemberverrates, die es damals in Fülle gab, etwa den Vertretern der Dolchstoßlegende, unterscheidet sich Spengler jedoch dadurch, dass er die Schuld am Kriegs-Desaster zu einem nicht geringen Teil den Deutschen selbst zuschreibt.
Spengler macht schon für die Bismarck-Zeit gravierende Defizite aus. Das Deutsche Reich habe es schon damals nicht verstanden, „das Volk zu erziehen – für das Reich“. Darum gebe die Parteienrepublik von Weimar politisch, gesellschaftlich und organisatorisch ein derart jammervolles Bild ab.
Die Diagnose des gegenwärtigen Zustandes Deutschlands erweitert sich bei Spengler um eine (für ihn kennzeichnende) grundsätzliche Abneigung gegen Parlamentarismus und Demokratie. 

## Parlamentarismus als Zeremoniell
Die Zukunft gehört, wie Spengler glaubt, der autoritären, herrischen Geste von oben, der „außerordentliche(n)  Stärkung der Regierungsgewalt mit hoher Verantwortlichkeit“. 
Spengler lässt ganz unverhohlen durchblicken, welche Rolle er den künftigen Volksvertretungen im Grunde noch zuschreibt. Dass die parlamentarische Arbeit unter solchen Voraussetzungen eher zu einer zeremoniellen Veranstaltung degenerieren würde, ist unmittelbar einsichtig. Irritierend wirkt heute zudem auch Spenglers wiederholter Hinweis auf das ‚gute Beispiel’, welches Benito Mussolini in Italien (seit 1922) abgebe.
Gleichwohl, nicht alles, was Spengler zu den Wünschbarkeiten der parlamentarischen Ordnung sagt, ist heute veraltet. Immerhin gehört zu seinen Vorstellungen auch, dass Minister nur vom Kanzler ernannt und entlassen werden sollten, nicht durch Parlamentsbeschlüsse. Das Grundgesetz für die Bundesrepublik Deutschland von 1949 hat diesen Gedanken (wiewohl sicherlich nicht direkt von Spengler) im Rahmen der Richtlinienkompetenz des Bundeskanzlers und der Ministerverantwortlichkeit aufgenommen.

## Staatsdienst und Persönlichkeit
Zum Neubau des Reiches trage sodann ein strenger gefasstes Verständnis von Staatsdienst und Pflicht bei. Die Begabungen dafür seien in Deutschland grundsätzlich vorhanden. Spengler erwähnt in diesem Zusammenhang sogar (vielleicht etwas überraschend) lobend August Bebel, einschließlich seines an den Soldatenkönig Friedrich Wilhelm I.  von Preußen gemahnenden Talentes zur Organisation und Erziehung von oben.
Eine strenges Verständnis von Staatsdienst kann für Spengler jedoch nur gedeihen, wenn sich die deutsche Bevölkerung des Irrtums entledige, der Staat sei zu ihrer sozialen Wohlfahrt da. Im Gegenteil, die Erzeugung von allzu viel Wohlstand sei schädlich. 
Spenglers Vorstellungen des künftigen Staatsdienstes beruhen auf einem gleichsam ‚preußischen’ Pflichtbegriff und auf einem rigiden Leistungsprinzip. Einiges davon, wie zum Beispiel die Entlohnung nach Leistung, kehrt zurzeit (2006) im Zuge der Effizienzsteigerung des Öffentlichen Dienstes wieder. Anderes wirkt hoffnungslos antiquiert, so Spenglers Forderung nach ‚schneidigem Auftreten’ der Beamtenschaft. Wiederum andere Forderungen fallen eher unter die Rubrik ‚Amüsantes’ (Spenglers Idee, die Beamten sollten mehr Sport treiben).
Spengler lässt indes keinen Zweifel daran, was dieser Begriff des Staatsdienstes letztlich bewirken soll: das „Ziel der Züchtung ist hier eine Schicht von Befehlshabern ersten Ranges“.

## Neue Pädagogik
Spengler glaubt, der Wiederaufstieg Deutschlands müsse auch auf der Ebene der konkreten Erziehung vorbereitet werden. Daran aber fehle es sträflich, genauer gesagt: das Erziehungsideal kranke noch immer viel zu sehr an der humanistischen Bildung des 19. Jahrhunderts, die weltfremd und daher politisch irrelevant gewesen sei.
Spengler plädiert für eine praktische Ausbildung. So, wie er sie beschreibt, ähnelt sie in manchen Punkten der Dualen Ausbildung. Im Besonderen verlangt er, für heutige Ohren auch nicht ganz unvertraut, die Verbesserung der Sprachkompetenz.
Spengler macht sich auch Gedanken über die künftigen Prüfungsordnungen. Dabei lehnt er jedes Prüfungsprivileg ab. Auch Arbeiter gehören in die Erziehungstätigkeit des Staates (und hätten folglich Zugang zu den höheren Rängen im Dienst am Ganzen).

## Pflicht vor Recht
Für Spengler ist das Recht ein Ergebnis von Pflichten: „Überall sind es Pflichten, welche Rechte erzeugen. Dem heutigen deutschen Recht fehlt diese Idee, wie ihm alle Ideen fehlen.“ Spengler meint sogar, die Rezeption des römischen Rechts habe das ‚germanisch empfindende’ deutsche Volk verdorben.
Es dürfte indes nicht zu viel gewagt sein, diesen Passus des Neubau als besonders fremd und überholt zu qualifizieren. Gerade hier ergeht sich Spengler in aller Ausführlichkeit in Rechtsfragen, die in modernen Straf- und Zivilrechtssystemen (zumindest im Stile Spenglers) wohl kaum einen Platz finden können: Etwa Probleme der Ehre.

## Inflation und Steuerbolschewismus
Dass Spengler sich für Fragen der Währung und des Geldumlaufes interessiert, besaß um 1924 einen höchst aktuellen Bezug. Im Zuge des Ruhrkampfes hatte die deutsche Regierung den passiven Widerstand gegen Frankreich ausgerufen. Dieser führte nicht zum Erfolg, ließ als Nebenwirkung jedoch die Währung zusammenbrechen. Wenig erstaunlich, dass sich Spengler des Themas annimmt, da es ihm um einen umfassenden, gesunden Neubau Deutschlands zu tun ist.
Die Dinge hätten, so Spengler, eine entscheidende Wendung „durch Verlegung des Schauplatzes von Berlin nach Paris und die Verwicklung der künftigen Währung in den Reparationsplan“ genommen. Damit einher geht bei Spengler jedoch eine eher finstere Verschwörungstheorie: Geschah diese Verwicklung „zufällig oder planmäßig? Ging es von deutscher Seite aus, wurde es von dieser gebilligt oder bekämpft oder gar nicht begriffen?“
Wie auch immer, Spengler sieht in der demokratischen Republik eine erhebliche Anzahl von lichtscheuen Elementen am Werk, die ein Interesse an der Ausraubung der Gesellschaft und an der Verschärfung der Krise hätten. Dazu zählt, neben der unmittelbaren Enteignung durch Inflation, auch die Umverteilung des Eigentums durch – wie Spengler glaubt – absurde Steuergesetze. Spengler geht so weit, das Verfahren des beginnenden Sozial- und Wohlfahrtsstaates „Steuerbolschewismus“ zu nennen.
Über die geschichtliche Wahrheit dieser Aussage ließe sich natürlich streiten. Immerhin aber thematisiert Spengler einige Aspekte der modernen Steuerpolitik, die (meist unter liberalem Vorzeichen) auch gegenwärtig durchaus die Diskussionen beherrschen. Der Begriff der „Neidsteuer“ steht paradigmatisch dafür ein.
Spengler diagnostiziert (auch dies nicht ganz ohne Bezug zur Gegenwart) die Schwächen des modernen Interventions- und Wohlfahrtsstaates. Diese bestünden in der Beweglichkeit des Besitzes und infolgedessen in der Fluchtbewegung des Kapitals vor jeglicher Steuerlast, in der Neigung zur Spekulation mit Geld, das man gar nicht hat, in der überbordenden und kostspieligen Bürokratie, das System aufrechtzuerhalten, und natürlich in der Besteuerung selbst.

## Antimarxismus
Spengler profiliert sich nicht als ‚Gegner der Arbeiter’. Er will sie vielmehr aus einer, wie er meint, verhängnisvollen Ideologie befreien.
Es versteht sich, dass Spengler-Gegner darin die planmäßige Erzeugung ‚falschen Bewusstseins’ erblicken würden. Für Spengler soll der Arbeiter nicht reich, sondern stolz sein. Das entspricht dem aristokratischen Menschenbild Spenglers, welches er übrigens auch in diesem Punkt mit Nietzsche teilt.
Die andere Seite des Spenglerschen Antimarxismus wird heute vielfach übersehen. Sie besteht in einer Warnung vor dem falschen Gebrauch der Kapitalmacht. Auch hier denkt Spengler ganz edel, nicht in Geld (obwohl er als Geschichtsphilosoph eigentlich die Heraufkunft der Geldherrschaft für unausweichlich hält).

## Weltlage
Spengler schließt seine Schrift mit einem Ausblick auf die zeitgenössische Weltlage. Das erstaunt nicht, ist doch der Kontext der Reflexionen zum Neubau des Deutschen Reiches einem außenpolitischen Fernziel geschuldet. Deutschland soll wieder (eigentlich erstmals richtig) in der Weltpolitik mitreden.
Spengler rät dabei zur Geduld, nicht zum Aktionismus. Das entspricht seiner nüchternen Auffassung von Politik, die für ihn etwas Anderes ist als ein Sammelsurium von Parteischriften, Aufmärschen und Verlautbarungen. 
Frankreich war in Spenglers Denken stets ein Objekt der Obsession. Als deutschnationaler Philosoph und politischer Denker faszinierte ihn das Land ebenso, wie er es verabscheute. Antifranzösisches Ressentiment ging bei Spengler auch aus der Erkenntnis einer (wie er meinte) tiefen Dekadenz der ‚grande nation’ hervor. Frankreich sei innerlich verbraucht und alt, arm an Geburten und an Ideen. Umso schlimmer, dass das Weltgeschick ebendiesem Frankreich noch einmal so viel Macht habe zufallen lassen.
„Frankreich läßt heute keinen Zweifel mehr darüber, daß es von Deutschland in erster Linie nicht Geld, sondern Macht haben will.“
Der ‚Neubau’ des deutschen Reiches wendet sich zuletzt also dann doch in erster Linie gegen den Erbfeind im Westen.

## Bewertung
Sollte man Spenglers Schrift Neubau des Deutschen Reiches veraltet oder aktuell nennen? Beide Elemente sind vorhanden, wenn sich die wirklich aktualisierbaren Aussagen vermutlich auch deutlich in der Minderzahl befinden. Überdies genügt es nicht, einzelne Bemerkungen Spenglers aus dem Kontext herauszugreifen und sie als ‚für sich genommen richtig’ zu werten. Denn sämtliche Urteile, Vorschläge, Anregungen, seien sie auch noch so nebensächlich, stehen bei Spengler im Zusammenhang mit der Errichtung eines autoritären Staatswesens. Dieser Staat wäre, nach den Maximen von Preußentum und Sozialismus, ein durchorganisiertes hierarchisches (wiewohl intern durchlässiges) Gemeinwesen, welches als Kollektiv eine historische Mission erfüllen soll. Nämlich jene, die Spengler jedem Volk, welches sich ‚in Form’ hält oder bringt, zuerkennt: Die Mission der Übernahme der Herrschaft über Andere, möglichst über die gesamte zerfallende abendländische Kultur. So geraten selbst die Kleinigkeiten der Pädagogik oder des parlamentarischen Verfahrens letztlich zu Funktionen für das künftige imperiale Ausgreifen. Eben darum (nicht wegen etwaiger durchgängiger Irrelevanz der Einzelbeobachtungen) ist Spenglers Schrift heute abgetan.

## Ausgaben
Neubau des Deutschen Reiches, München: C. H. Beck, 1924. 
Wiederveröffentlichung in Politische Schriften, München: C. H. Beck, 1933.